# Tuffi ai campionati europei di nuoto 2010
I concorsi dei tuffi ai Campionati europei di nuoto 2010 si sono svolte dal 9 al 15 agosto 2014 allo Stadio del nuoto Alfréd Hajós di Budapest.
Il 9 agosto si è svolta la gara a squadre (team event) con valore dimostrativo. Vi hanno partecipato 13 coppie di genere differente provenienti da 13 nazioni che hanno eseguito 3 tuffi dalla piattaforma e tre tuffi dal trampolino 3 metri.

## Podi

### Uomini
| Evento                      | Oro                                    | Perform. | Argento                                | Perform. | Bronzo                                       | Perform. |
| Tuffi individuali           |                                        |          |                                        |          |                                              |          |
| Trampolino 1m (dettagli)    | Illja Kvaša                            | 433,90   | Patrick Hausding                       | 430,25   | Javier Illana                                | 414,35   |
| Trampolino 3 m (dettagli)   | Patrick Hausding                       | 463,20   | Il'ja Zacharov                         | 458,15   | Evgenij Kuznecov                             | 455,80   |
| Piattaforma 10 m (dettagli) | Sascha Klein                           | 534,85   | Patrick Hausding                       | 516,45   | Vadzim Kaptur                                | 515,80   |
| Tuffi sincronizzati         |                                        |          |                                        |          |                                              |          |
| Trampolino 3 m (dettagli)   | Ucraina Illja Kvaša Oleksij Pryhorov   | 431,67   | Germania Stephan Feck Patrick Hausding | 427,95   | Russia Dmitri Sautin Jurij Kunakov           | 410,43   |
| Piattaforma 10 m (dettagli) | Germania Sascha Klein Patrick Hausding | 487,11   | Russia Viktor Minibaev Il'ja Zacharov  | 466,95   | Bielorussia Cimafej Hardzejčyk Vadzim Kaptur | 426,03   |

### Donne
| Evento                      | Oro                                       | Perform. | Argento                                 | Perform. | Bronzo                                           | Perform. |
| Tuffi individuali           |                                           |          |                                         |          |                                                  |          |
| Trampolino 1m (dettagli)    | Tania Cagnotto                            | 299,70   | Anna Lindberg                           | 293,70   | Anastasija Pozdnjakova                           | 282,65   |
| Trampolino 3 m (dettagli)   | Nadežda Bažina                            | 324,10   | Anastasija Pozdnjakova                  | 316,40   | Nóra Barta                                       | 291,75   |
| Piattaforma 10 m (dettagli) | Christin Steuer                           | 354,50   | Noemi Batki                             | 343,80   | Julija Koltunova                                 | 340,45   |
| Tuffi sincronizzati         |                                           |          |                                         |          |                                                  |          |
| Trampolino 3 m (dettagli)   | Italia Tania Cagnotto Francesca Dallapé   | 327,90   | Ucraina Olena Fedorova Hanna Pysmenska  | 312,00   | Russia Anastasija Pozdnjakova Svetlana Filippova | 307,50   |
| Piattaforma 10 m (dettagli) | Germania Christin Steuer Nora Subschinski | 319,68   | Ucraina Julija Prokopčuk Alina Čaplenko | 306,30   | Regno Unito Monique Gladding Megan Sylvester     | 300,66   |

### Misto
Gara dimostrativa
| Evento                    | Oro                                   | Punteggio | Argento                                | Punteggio | Bronzo                                | Punteggio |
| Gara a squadre (dettagli) | Germania Christin Steuer Sascha Klein | 398,15    | Russia Julija Koltunova Il'ja Zacharov | 396,35    | Francia Claire Febvay Matthieu Rosset | 381,00    |

## Medagliere
| Pos.   | Paese         | Oro | Argento | Bronzo | Totale |
| ------ | ------------- | --- | ------- | ------ | ------ |
| 1      | Germania      | 5   | 3       | 0      | 8      |
| 2      | Ucraina       | 2   | 2       | 0      | 4      |
| 3      | Italia        | 2   | 1       | 0      | 3      |
| 4      | Russia        | 1   | 3       | 5      | 9      |
| 5      | Svezia        | 0   | 1       | 0      | 1      |
| 6      | Bielorussia   | 0   | 0       | 2      | 1      |
| 7      | Gran Bretagna | 0   | 0       | 1      | 1      |
| 7      | Ungheria      | 0   | 0       | 1      | 1      |
| 7      | Spagna        | 0   | 0       | 1      | 1      |
| Totale | Totale        | 10  | 10      | 10     | 30     |